# Sudafrica ai Giochi della III Olimpiade
Il Sudafrica partecipò ai Giochi della III Olimpiade che si sono svolti a Saint Louis dal 1º luglio al 23 novembre 1904, con una delegazione di 8 atleti impegnati in due discipline.

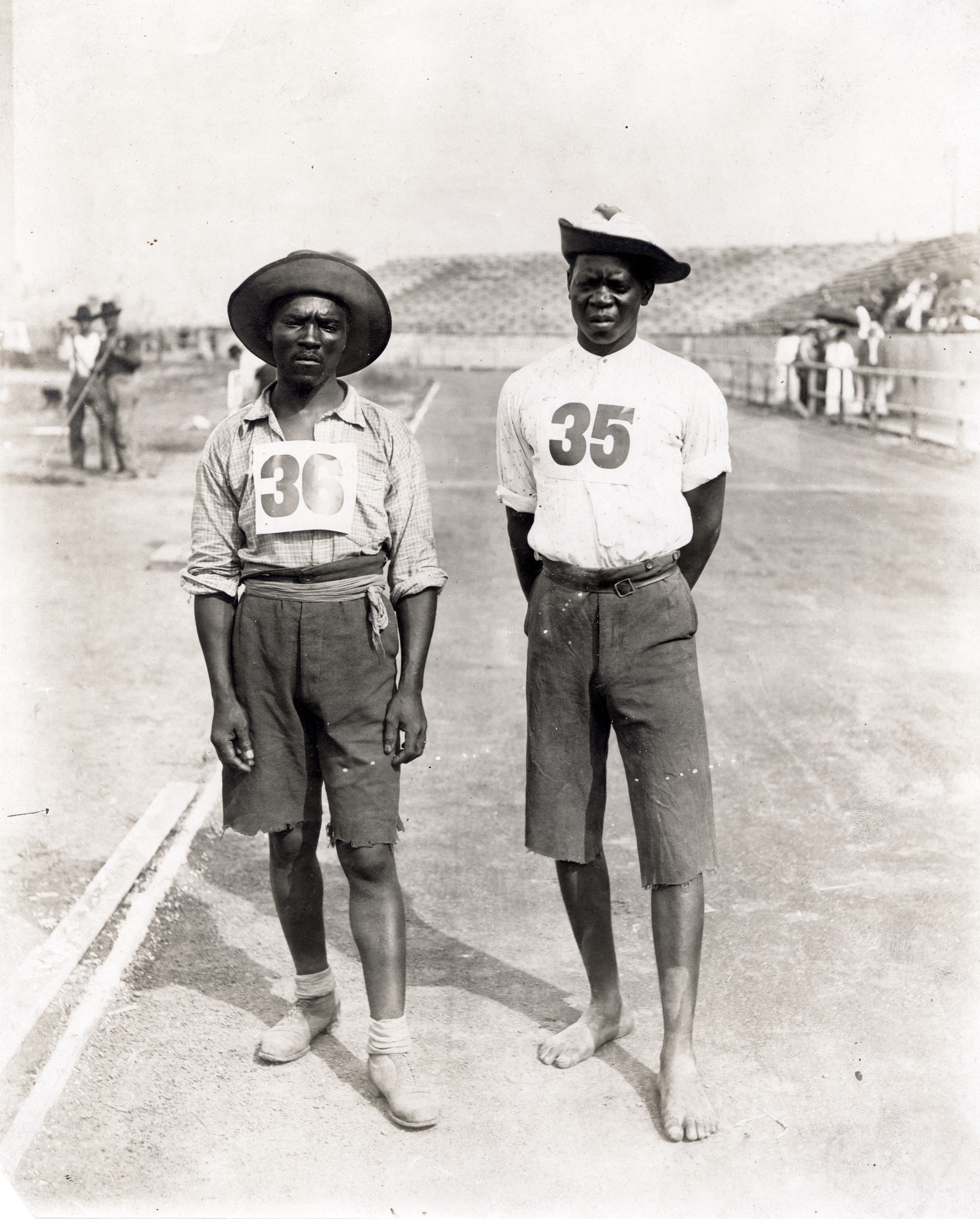
I due maratoneti neri del Transvaal.

L’Unione Sudafricana, che non nasce prima del 1910, ha partecipato ai Giochi del 1904 a Saint-Louis in circostanze piuttosto particolari.
Nel 1904 non esisteva ancora una nazione unificata con questo nome. Le colonie britanniche del Capo, del Natal, del Fiume Orange e del Transvaal non hanno inviato una delegazione negli Stati Uniti e non avevano ancora un Comitato Olimpico Nazionale. Quest'ultimo, il SANOC, non è stato creato prima del 1908, per i Giochi di Londra.
Le III Olimpiadi fanno parte di un'Esposizione Universale che celebra l’Acquisto della Louisiana (Louisiana Sale) e il Three Flags Day, e i vari eventi olimpici sono disseminati tra le numerose attrazioni della fiera tra il 1 luglio e il 23 novembre 1904. Solo 13 nazioni hanno effettuato il viaggio per un totale di 625 atleti. A causa della mancanza di interesse da parte di altre nazioni, gli organizzatori invitano chiunque partecipi all'Esposizione Universale a partecipare ai giochi. Una delle attrazioni della Fiera era una rivista intitolata “Libretto storico della guerra anglo-boera”. Questa recensione descriveva aspetti della Seconda guerra boera (1899-1902). Il momento clou dello spettacolo era la resa del generale boero Piet Cronje a Lord Roberts nella battaglia di Paardeberg, con Cronje che recitava la sua parte.
Due dei lavoratori in questo spettacolo erano Len Taunyane e John o Jan Mashiani che erano con il generale Cronje durante la suddetta guerra, come messaggeri, e senza dubbio anche prima. Con il loro generale e 5.000 soldati boeri, erano stati fatti prigionieri di guerra e deportati a Sant'Elena. Alla fine della guerra, Tau e Mashiani si erano riuniti a Cronje, e quest'ultimo lo accompagnò negli Stati Uniti. Erano iscritti alla maratona, con i nomi di Lentauw e Yamasani, probabilmente perché non sapevano scrivere, avendo gli organizzatori trascritto così i loro nomi e considerati anche come zulu, probabilmente perché "erano neri e venivano dal Sudafrica".

## Risultati

### Atletica leggera
| Evento   | Pos. | Atleta        | Finale         |
| -------- | ---- | ------------- | -------------- |
|          |      |               |                |
| Maratona | 9°   | Len Taunyane  | Sconosciuto    |
| Maratona | 12°  | Jan Mashiani  | Sconosciuto    |
| Maratona | —    | Bertie Harris | Non completato |
|          |      |               |                |

### Tiro alla fune
| Evento          | Pos. | Giocatore | Quarti                               | Semifinali | Finale    | Semifinale medaglia d'argento | Finale medaglia d'argento |
| --------------- | ---- | --------- | ------------------------------------ | ---------- | --------- | ----------------------------- | ------------------------- |
|                 |      |           |                                      |            |           |                               |                           |
| Torneo maschile | 5°   | Boers     | Sconfitti da Milwaukee Athletic Club | Eliminati  | Eliminati | Eliminati                     | Eliminati                 |
|                 |      |           |                                      |            |           |                               |                           |